# Tequendama
Tequendama je predkeramično in keramično arheološko najdišče jugovzhodno od Soache, departma Cundinamarca, Kolumbija, nekaj kilometrov vzhodno od slapov Tequendama. Sestavljeno je iz več dokazov o prebivalstvu poznega pleistocena do srednjega holocena v savani Bogotá, visoki planoti v kolumbijskih Andih.
Tequendama je bila naseljena od približno 11.000 let pred našim štetjem in se je nadaljevala v prazgodovinskih obdobjih, Herrera in Muisca, zaradi česar je skupaj z El Abro, ki je severno od Zipaquirá, najstarejše mesto v Kolumbiji. Tudi mlajši dokazi iz obdobja Herrera so bili najdeni blizu najdišča Tequendama v Soachi, na gradbišču nove elektrarne. Datirane so okoli 900 pred našim štetjem do 900 n. št..
Najpomembnejša raziskovalca, ki sta od leta 1969 prispevala k znanju o Tequendami, sta bila nizozemski geolog in palinolog Thomas van der Hammen ter arheolog in antropolog Gonzalo Correal Urrego.

## Etimologija
Ime Tequendama pomeni v Muysccubun: "tisti, ki pada navzdol".

## Ozadje
V času pred špansko osvojitvijo Muiscov so osrednje višavje kolumbijskih Andov (Altiplano Cundiboyacense) naselile najprej prazgodovinske staroselske skupine, nato ljudje iz obdobja Herrera in nazadnje ljudstvo Muisca.
V drugi polovici 20. in v začetku 21. stoletja so bila odkrita različna najdišča starodavnega prebivalstva, kot so Tibitó, Aguazuque, Checua, El Abra in Tequendama.

## Opis
Najdišče Tequendama je sestavljeno iz štirih jam in previsnih skal, ki so blizu drug drugemu, imenovane Tequendama I (~ 11.000-10.000 let pred sedanjostjo), II (9500-8300 pred sedanjostjo), III (7000-6000 pred sedanjostjo) in IV (2500- 450 pred sedanjostjo). Najdišča jam so bila naseljena verjetno zaradi dostopa do sladke vode; reka Bogotá trenutno teče zelo blizu kraja, v bližini pa je bila tudi reka Funza.
V zadnji fazi, Tequendama IV, so znotraj jam in pod previsnimi skalami zgradili bivalne konstrukcije. Takrat je bila že keramična doba; najdeni so bili dokazi o uporabi keramike. Skalna umetnost Tequendame sega v to zadnjo fazo. Na območju, ki je bilo staro približno 2000 let pred našim štetjem, so bili odkriti znaki udomačevanja morskih prašičkov.
Najdišča Tequendama so verjetno naseljevala polnomadska plemena lovcev-nabiralcev z največ 15 posamezniki. Sadje in kopenski polži so bili med hrano ljudi, skupaj z jeleni in glodavci. Najdene so bile površine z ognjišči, lovskim orodjem ter dokazi o pripravi in uživanju hrane. Najbolj prevladujoči noži, uporabljeni kot strgalo, najdeni v Tequendama II, III in IV, so bili tudi prevladujoče orodje Checua. Več na zunanji strani previsov so odkrili dokaze predelave živalske kože. Odpadke so zbirali v jarku zunaj previsov.

### Tequendama I
Tequendama I je na nadmorski višini 2570 metrov in radiokarbonsko datiranje je zagotovilo najstarejše starosti med 12.500 in 10.100 leti pred sedanjostjo. Zasedba Tequendame I se je nadaljevala do približno 5000 let pred našim štetjem. Prve prebivalce smo analizirali s pomočjo orodij kvartarne geologije, pa tudi z analizo cvetnega prahu; določeni so datumi od 12.500 do 11.000 let pred sedanjostjo. Takrat je bila paleoklima manj hladna in bolj vlažna kot danes. Jezero Fúquene se je v savani Bogotá med tem medstadijem Guantiva hitro prelivalo.
V naslednji fazi, El Abra, ki je datirana od 11.000 do 9.500 let pred našim štetjem, je bilo podnebje spet hladnejše in predhodno umikajoči se ledeniki v vzhodnih območjih kolumbijskih Andov so napredovali. Ljudje, ki so prebivali na visoki planoti, so bili lovci-nabiralci in so jedli predvsem belorepe jelene in bronaste jelene (40 % najdenih ostankov), v manjši meri pa podgane, morske prašiče, zajce in druge živali, kot so kot deveteroprogasti pasavec (dasypus novemcinctus), tajra (Eira barbara) in vitorepi medved (Potos flavus). Najdene kosti so bile v večini primerov razdrobljene, kar kaže, da so ljudje jedli kostni mozeg in jih uporabljali kot orodje in okras. Za razliko od kolumbijskega mesta Tibitó v Tequendami niso našli ostankov pleistocenske megafavne.
Po hladnejši fazi, od 10.000 ali 9500 let pred našim štetjem, so se andski gozdovi vrnili in v Tequendami je bilo najdenih več dokazov o glodavcih in manj jelenjadi.
Orodja, v glavnem izdelana iz vrste kvarca, najdeno v Tequendami I, so rezultat skrbne obdelave, bolj kot v El Abri. Več kot polovica najdenega orodja so bili primitivni noži.
Od 6. tisočletja pred našim štetjem (8000 let pred sedanjostjo) so bila skalnate zavetišča manj poseljena; zdi se, da se je prebivalstvo preselilo na ravnice savane Bogotá.
Dvajset vzorcev kosti, analiziranih v Tequendami, je bilo pretežno moških (60 %). Otroci (20 %) in ženske (15 %) so predstavljali manjši del najdenih ostankov. Več kot 95 % kosti je bilo nepoškodovanih. V Tequendami so našli dokaze o pogrebnih praksah. Tradicionalni način pokopa trupel je bil z glavo proti vzhodu. 

## Imenovanja po Tequendama
Tequendama se pojavlja v različnih današnjih imenih. Podjetje za javno parkirišče Parqueaderos Tequendama Ltda., ustanovljeno leta 1985, je poimenovano po Tequendami.
- Slapovi Tequendama (Salto del Tequendama) - 132 metrov visok slap zahodno od savane Bogotá na reki Bogotá
- Muzej slapov Tequendama - muzej in nekdanji hotel s pogledom na slap
- Provinca Tequendama - pokrajina okoli slapov
- San Antonio del Tequendama - občina in glavno mesto province Tequendama
- Hotel Tequendama - slavni hotel v središču Bogote